# 16813 Ronmastaler
16813 Ronmastaler è un asteroide della fascia principale. Scoperto nel 1997, presenta un'orbita caratterizzata da un semiasse maggiore pari a 2,1830058 au e da un'eccentricità di 0,1339952, inclinata di 3,07498° rispetto all'eclittica.